# Krešimir Gačina
Don Krešimir Gaćina je svećenik iz Primoštena, osnivač VK Primošten.
Gaćina je, zajedno s desetoricom mladih entuzijasta, 1993. osnovao VK Primošten. Klub je tada imao tek desetak članova, a prvi predsjednik kluba bio je upravo Krešimir Gaćina.